# .lb
.lb е интернет домейн от първо ниво за Ливан. Представен е през 1993. Поддържа се от Ливанския домейн регистър, който се спонсорира от Американския университет в Бейрут.

## Домейни второ ниво
- com.lb -
- edu.lb – образование
- gov.lb – правителство
- net.lb – мрежи
- org.lb – организации